# Céleste Fahlström
Céleste Viola Fahlström, verksam under förnamnet Céleste, född 2 januari 1942 i Stockholm är en svensk konstnär, verksam på Ven.
Fahlström studerade konst för Bengt Fahlström i Skåne. Hon ärvde 1989 sitt barndomshem på Ven och skapade tillsammans med Stig-Owe Jemseby Konstnärsgården Marielund på Ven där de förutom utställningar även ger målarkurser. Hon har varit verksam som konstnär sedan 1971 och ställt ut separat på bland annat Kulturhuset Binz i Rügen, Gjethuset i Fredriksværk, Soul Art Gallery i Stockholm, Galeri Knudh Grothe i Charlottenlund och Galleri Pro Arte Kaster i Schweiz samt i samlingsutställningar på Ven och i julsalongerna på Galleri Opus i Borgeby och Billedværkstedet i Brovst samt ett stort antal utställningar tillsammans med Jemseby. Hon tilldelades Landskrona kommuns kulturstipendium 1981. På Vens Kulturhus visades dokumentärfilmen om Céleste 2007. Hennes konst består av naivistiska målningar i varma färger. Fahlström är representerad vid bland annat Statens konstråd, Helsingborgs museum, Vetlanda museum, Landskrona museum och ett flertal kommuner och landsting.